# Akalater
Akalater (Sheppardia) är ett litet släkte med fåglar i familjen flugsnappare inom ordningen tättingar som återfinns i Afrika söder om Sahara. Släktet omfattar elva arter:
- Gråvingad akalat (S. polioptera) – placerades tidigare i Cossypha
- Kortstjärtad akalat (S. poensis) – behandlades tidigare som underart till bocagei
- Gråkronad akalat (S. bocagei)
- Låglandsakalat (S. cyornithopsis)
- Ekvatorialakalat (S. aequatorialis)
- Tanzaniaakalat (S. sharpei)
- Östkustakalat (S. gunningi)
- Gabelaakalat (S. gabela)
- Usambaraakalat (S. montana)
- Iringaakalat (S. lowei)
- Rubehoakalat (S. aurantiithorax)